# Arto Oksanen
Arto Oksanen (...) è un astronomo amatoriale finlandese.
Il Minor Planet Center gli accredita la scoperta dell'asteroide 103422 Laurisirén effettuata il 9 gennaio 2000 in collaborazione con Marko Moilanen.
Il 10 ottobre 207 fu il primo ad individuare la controparte ottica del lampo gamma GRB 071010B individuato 17 minuti prima dal satellite Swift Gamma Ray Burst Explorer.
Il 16 dicembre 2000, con i colleghi dell'osservatorio di Nyrölä, è stato il primo astronomo amatoriale a riuscire ad osservare con il metodo del transito un esopianeta, HD 209458 b.